# Curtis Sliwa
Curtis Sliwa (New York, 26 marzo 1954) è un attivista e conduttore radiofonico statunitense, noto per essere il fondatore e l'amministratore delegato dei Guardian Angels, un'organizzazione senza scopo di lucro per la prevenzione del crimine.
Nel 2021 è stato il candidato repubblicano a sindaco di New York, perdendo contro lo sfidante democratico Eric Adams.

## Biografia
Sliwa è nato il 26 marzo 1954 a Canarsie, quartiere a sud-est di Brooklyn, in una famiglia cattolica di origini polacche e italiane. Ha due sorelle.
Dopo aver frequentato il Brooklyn Prep, un liceo gesuita dal quale è stato poi espulso, si è diplomato alla Canarsie High School. In gioventù ha lavorato come fattorino per il New York Daily News, dove è stato premiato come "ragazzo delle notizie dell'anno" e con un viaggio alla Casa Bianca per aver salvato diverse persone da un edificio in fiamme mentre stava compiendo il suo giro di consegne. Prima di fondare i Guardian Angels, è stato inoltre direttore notturno di un ristorante McDonald's nel Bronx.

### I Guardian Angels
Nel maggio 1977, Sliwa creò i "Magnifici 13", un gruppo dedicato a combattere la violenza e il crimine rampanti nella metropolitana di New York, poi rinominati "Guardian Angels" nel 1979. Le azioni del gruppo attirarono forti reazioni, sia positive che negative. L'80% dei componenti era nero o di origine ispanica. Il gruppo era disarmato e richiedeva ad ogni membro l'addestramento al karate oltre all'adempimento di tutti i requisiti legali per l'arresto dei cittadini.
Il sindaco Ed Koch avviò un'indagine sui Guardian Angels, ma secondo il Washington Post questa si dimostrò "così positiva che i Guardian Angels verranno presto premiati con una sorta di status ufficiale." L'allora vice governatore Mario Cuomo fu tra i pochi sostenitori iniziali dell'organizzazione, definendoli "una espressione di moralità migliore di quanto la nostra città meriti."
Nel 1992, Sliwa ammise che i Guardian Angels avevano simulato alcuni salvataggi eroici in metropolitana solo per ricevere pubblicità, oltre ad aver dichiarato falsamente che tre agenti di polizia fuori servizio lo avessero rapito.

#### Il tentativo di omicidio
Il 19 giugno 1992, Sliwa fu rapito e colpito da due uomini armati dopo essere entrato in un taxi rubato a Manhattan. L'auto raccolse Sliwa vicino alla sua abitazione nell'East Village, e a bordo un uomo armato nascosto sul sedile anteriore sparò diversi colpi, colpendolo all'inguine e alle gambe. Sliwa riuscì a scappare saltando da una finestra del taxi in movimento. Si dovette sottoporre a un intervento chirurgico per lesioni interne e ferite alle gambe.
I procuratori federali accusarono John Gotti, Jr., figlio di John Gotti, capo della famiglia mafiosa dei Gambino, del tentato omicidio e di una serie di altri reati.

### Carriera politica
Nel settembre 2016 Sliwa divenne il leader del Partito della Riforma di New York. Acceso critico di Donald Trump, nel febbraio 2021, poche settimane dopo la sconfitta di Trump alle elezioni presidenziali del 2020, è entrato a far parte del Partito Repubblicano.
L'8 marzo 2020 ha annunciato la sua candidatura a sindaco di New York, ma l'anno successivo ha perso contro lo sfidante democratico, l'ex capitano di polizia e presidente del distretto di Brooklyn Eric Leroy Adams.